# 2052 Tamriko
2052 Tamriko је астероид главног астероидног појаса са пречником од приближно 30,45 .
Афел астероида је на удаљености од 3,259 астрономских јединица (АЈ) од Сунца, а перихел на 2,752 АЈ.
Ексцентрицитет орбите износи 0,084, инклинација (нагиб) орбите у односу на раван еклиптике 9,510 степени, а орбитални период износи 1903,666 дана (5,211 година).
Апсолутна магнитуда астероида је 10,48 а геометријски албедо 0,122.
Астероид је откривен 24. октобра 1976. године.